# Эак (сын Силосона)
Эак (др.-греч. Αἰάκης) — тиран Самоса в конце VI и начале V веков до н. э.
Отцом Эака был Силосон, а дядей — Поликрат. По мнению исследователя Н. А. Шергиной, имя Эака являлось родовым в династии самоских правителей: так звали отца Поликрата и Силосона. По всей видимости, Эак был назван в честь деда.
Во время предпринятого персидским царём Дарием I в 513 году до н. э. похода против скифов Эак вместе с другими греческими тиранами охранял мост через Дунай. Эак, как и остальные, за исключением Мильтиада, узнав от скифов о затруднениях ахеменидского войска, согласился с мнением Гистиея из Милета, что им следует дождаться Дария, так как они правят в своих городах благодаря персам.
Как и большинство других вассальных правителей, Эак был свергнут после начала Ионийского выступления Аристагором, хотя, по замечанию Г. Берве, его правление и не вызывало ненависти. Незадолго до битвы при Ладе, произошедшей в 494 году до н. э., Эак убедил многих самосцев покинуть восставших, чтобы уберечь родину от нового опустошения после победы персов. После их отступления прямо во время сражения в бегство обратились лесбосцы и немалая часть других эллинов. Битва была греками проиграна. Эака за его «великие заслуги перед царём» восстановили в должности правителя Самоса. Остров оказался единственным, чьи «города и святилища не были преданы огню». Тем не менее некоторые богатые самосцы, не желая жить под владычеством персов и Эака, покинули родину и обосновались в Сицилии.
После смерти Эака, произошедшей предположительно около 480 года до н. э., на Самосе стал править Феоместор, сын Андроманта. Исторические источники ничего не сообщают о его связях с родом Поликрата, исследователи её отрицают.